# 鼠鼩屬
鼠鼩屬（学名：Congosorex），哺乳綱、食蟲目 、鼩鼱科的一屬哺乳动物，而與鼠鼩屬（波爾鼠鼩鼱）同科的動物尚有麝鼩屬（灰麝鼩）、斑麝鼩屬（斑麝鼩）等之數種哺乳動物。

## 下属物种
本属包括以下物种：
- Congosorex phillipsorum Stanley, Rogers & Hutterer, 2005
- Congosorex polli (Heim de Balsac & Lamotte, 1956)
- Congosorex verheyeni Hutterer, Barriere & Colyn, 2002